# Outlaw Ladies
Outlaw Ladies è un film pornografico del 1981 diretto da Henri Pachard.
Considerata un classico della Golden Age of Porn, nel 1993 la pellicola è stata inserita nella XRCO Hall of Fame.

## Trama
Barbara, e suo marito Victor, avvocato, hanno una relazione ormai annoiata. I loro amici e conoscenti sono diventati delle persone sottomesse a causa delle loro carriere o dei loro rapporti. Barbara ha imparato dalla sua amica, Evelyn, come trovare liberatori sbocchi sessuali per riconquistare la sua identità esplorativa e dominante. Condivide questa conoscenza con altre amiche. Nel frattempo, la giovane, ingenua e sottomessa Felicia ha trascorso la vita dominata da sua madre. Viene coinvolta in questo circolo adulterino di mogli, mariti e amanti e impara l'importanza di prendere il controllo della propria vita.

## Premi e riconoscimenti[1]
- 1982: AFAA "Best Editing" (Ron Wertheim)
- 1982: AFAA "Best Supporting Actor" (Robert Kerman) (a parimerito con Richard Pacheco per Nothing to Hide)
- 1993: XRCO Hall of Fame